# Khuliso Mudau
Khuliso Johnson Mudau (Musina, 26 aprile 1995) è un calciatore sudafricano, difensore o centrocampista del M. Sundowns e della nazionale sudafricana.

## Carriera

### Club
Ha giocato nella prima divisione sudafricana.

### Nazionale
Nel 2022 ha esordito in nazionale; nel 2023 partecipa alla Coppa d'Africa.

## Statistiche

### Cronologia presenze e reti in nazionale
| Cronologia completa delle presenze e delle reti in nazionale ― Sudafrica | Cronologia completa delle presenze e delle reti in nazionale ― Sudafrica | Cronologia completa delle presenze e delle reti in nazionale ― Sudafrica | Cronologia completa delle presenze e delle reti in nazionale ― Sudafrica | Cronologia completa delle presenze e delle reti in nazionale ― Sudafrica | Cronologia completa delle presenze e delle reti in nazionale ― Sudafrica | Cronologia completa delle presenze e delle reti in nazionale ― Sudafrica | Cronologia completa delle presenze e delle reti in nazionale ― Sudafrica |
| Data                                                                     | Città                                                                    | In casa                                                                  | Risultato                                                                | Ospiti                                                                   | Competizione                                                             | Reti                                                                     | Note                                                                     |
| ------------------------------------------------------------------------ | ------------------------------------------------------------------------ | ------------------------------------------------------------------------ | ------------------------------------------------------------------------ | ------------------------------------------------------------------------ | ------------------------------------------------------------------------ | ------------------------------------------------------------------------ | ------------------------------------------------------------------------ |
| 25-3-2022                                                                | Courtrai                                                                 | Sudafrica                                                                | 0 – 0                                                                    | Guinea                                                                   | Amichevole                                                               | -                                                                        |                                                                          |
| 29-3-2022                                                                | Villeneuve-d'Ascq                                                        | Francia                                                                  | 5 – 0                                                                    | Sudafrica                                                                | Amichevole                                                               | -                                                                        | 46’ 84’                                                                  |
| 9-6-2022                                                                 | Marrakech                                                                | Marocco                                                                  | 2 – 1                                                                    | Sudafrica                                                                | Qual. Coppa d'Africa 2023                                                | -                                                                        | 90+1’                                                                    |
| 27-9-2022                                                                | Johannesburg                                                             | Sudafrica                                                                | 2 – 2                                                                    | Botswana                                                                 | Amichevole                                                               | -                                                                        |                                                                          |
| 17-10-2023                                                               | Abidjan                                                                  | Costa d'Avorio                                                           | 1 – 1                                                                    | Sudafrica                                                                | Amichevole                                                               | -                                                                        | 87’                                                                      |
| 18-11-2023                                                               | Durban                                                                   | Sudafrica                                                                | 2 – 1                                                                    | Benin                                                                    | Qual. Mondiali 2026                                                      | 1                                                                        |                                                                          |
| 21-11-2023                                                               | Butare                                                                   | Ruanda                                                                   | 2 – 0                                                                    | Sudafrica                                                                | Qual. Mondiali 2026                                                      | -                                                                        |                                                                          |
| 10-1-2024                                                                | Pretoria                                                                 | Sudafrica                                                                | 0 – 0                                                                    | Lesotho                                                                  | Amichevole                                                               | -                                                                        |                                                                          |
| 16-1-2024                                                                | Korhogo                                                                  | Mali                                                                     | 2 – 0                                                                    | Sudafrica                                                                | Coppa d'Africa 2023 - 1º turno                                           | -                                                                        |                                                                          |
| 21-1-2024                                                                | Korhogo                                                                  | Sudafrica                                                                | 4 – 0                                                                    | Namibia                                                                  | Coppa d'Africa 2023 - 1º turno                                           | -                                                                        |                                                                          |
| 24-1-2024                                                                | Korhogo                                                                  | Sudafrica                                                                | 0 – 0                                                                    | Tunisia                                                                  | Coppa d'Africa 2023 - 1º turno                                           | -                                                                        | 46’                                                                      |
| 30-1-2024                                                                | San-Pédro                                                                | Marocco                                                                  | 0 – 2                                                                    | Sudafrica                                                                | Coppa d'Africa 2023 - Ottavi di finale                                   | -                                                                        |                                                                          |
| 3-2-2024                                                                 | Yamoussoukro                                                             | Capo Verde                                                               | 0 – 0 dts (1 – 2 dtr)                                                    | Sudafrica                                                                | Coppa d'Africa 2023 - Quarti di finale                                   | -                                                                        | 103’                                                                     |
| 7-2-2024                                                                 | Bouaké                                                                   | Nigeria                                                                  | 1 – 1 dts (4 – 2 dtr)                                                    | Sudafrica                                                                | Coppa d'Africa 2023 - Semifinale                                         | -                                                                        |                                                                          |
| 10-2-2024                                                                | Abidjan                                                                  | Sudafrica                                                                | 0 – 0 (6 – 5 dtr)                                                        | RD del Congo                                                             | Coppa d'Africa 2023 - Finale 3º posto                                    | -                                                                        |                                                                          |
| 7-6-2024                                                                 | Uyo                                                                      | Nigeria                                                                  | 1 – 1                                                                    | Sudafrica                                                                | Qual. Mondiali 2026                                                      | -                                                                        | 48’                                                                      |
| 11-6-2024                                                                | Bloemfontein                                                             | Sudafrica                                                                | 3 – 1                                                                    | Zimbabwe                                                                 | Qual. Mondiali 2026                                                      | -                                                                        |                                                                          |
| 6-9-2024                                                                 | Johannesburg                                                             | Sudafrica                                                                | 2 – 2                                                                    | Uganda                                                                   | Qual. Coppa d'Africa 2025                                                | -                                                                        | 45+3’                                                                    |
| 10-9-2024                                                                | Giuba                                                                    | Sudan del Sud                                                            | 2 – 3                                                                    | Sudafrica                                                                | Qual. Coppa d'Africa 2025                                                | -                                                                        |                                                                          |
| 11-10-2024                                                               | Port Elizabeth                                                           | Sudafrica                                                                | 5 – 0                                                                    | Rep. del Congo                                                           | Qual. Coppa d'Africa 2025                                                | -                                                                        | 82’                                                                      |
| 15-10-2024                                                               | Brazzaville                                                              | Rep. del Congo                                                           | 1 – 1                                                                    | Sudafrica                                                                | Qual. Coppa d'Africa 2025                                                | -                                                                        |                                                                          |
| 15-11-2024                                                               | Kampala                                                                  | Uganda                                                                   | 0 – 2                                                                    | Sudafrica                                                                | Qual. Coppa d'Africa 2025                                                | -                                                                        |                                                                          |
| 19-11-2024                                                               | Città del Capo                                                           | Sudafrica                                                                | 3 – 0                                                                    | Sudan del Sud                                                            | Qual. Coppa d'Africa 2025                                                | -                                                                        |                                                                          |
| 21-3-2025                                                                | Polokwane                                                                | Sudafrica                                                                | 2 – 0                                                                    | Lesotho                                                                  | Qual. Mondiali 2026                                                      | -                                                                        |                                                                          |
| 25-3-2025                                                                | Abidjan                                                                  | Benin                                                                    | 0 – 2                                                                    | Sudafrica                                                                | Qual. Mondiali 2026                                                      | -                                                                        |                                                                          |
| Totale                                                                   |                                                                          | Presenze                                                                 | 25                                                                       |                                                                          | Reti                                                                     | 1                                                                        |                                                                          |

## Palmarès

### Club

#### Competizioni nazionali
- Campionato sudafricano: 5

Mamelodi Sundowns: 2020-2021, 2021-2022, 2022-2023, 2023-2024, 2024-2025
- Coppa del Sudafrica: 2

Mamelodi Sundowns: 2021-2022
- MTN 8: 1

Mamelodi Sundowns: 2021